# Aleksandra Adamska
Aleksandra Adamska (Katowice, 15 de junio de 1990) es una actriz polaca.

## Educación y carrera
Adamska egresó de la Escuela Secundaria de Ignacy Jan Paderewski en Katowice. En 2015 se graduó de la Academia de las artes teatrales de Cracovia en la especialización vocal y actoral. Actuó, entre otros, en el Teatro Musical de Gliwice, Teatro Dramático de Varsovia y el Teatro Musical Capitol de Breslavia.
Adamska obtuvo gran reconocimiento tras interpretar el papel de Patrycja Cichy en la serie de televisión Skazana, producida por Player y TVN. Tras la ola de popularidad de la producción, se anunció el lanzamiento de un spin-off sobre el personaje titulado Pati para 2023.

## Vida personal
Adamska habla inglés, alemán y español. Practica esquí y patinaje, natación, acrobacias y nociones básicas de equitación. Baila en el grupo de folclore de la Universidad Politécnica de Silesia - Dąbrowiacy, con quien visitó varios países del mundo, ganando numerosos premios y distinciones. Participó en el Congreso de Personas con Talento de Europa en Varsovia.

## Filmografía

### Cine
| Año  | Título                | Director             | Papel                       | Nota         |
| ---- | --------------------- | -------------------- | --------------------------- | ------------ |
| 2014 | Miasto 44             | Jan Komasa           | Prometida de oficial alemán | [ 9 ]        |
| 2015 | Ameryka               | Aleksandra Terpinska | Dzastina                    | Cortometraje |
| 2016 | Wszystko gra          | Agnieszka Glińska    | Amiga de la bisabuela       | [ 10 ]       |
| 2017 | Atak paniki           | Pawel Maslona        | Alicja                      |              |
| 2018 | Miłość jest wszystkim | Michal Kwiecinski    | Wanda Orzechowska           |              |
| 2023 | Slub doskonaly        | Nick Moran           | Bride                       |              |
| 2023 | Soulcatcher           | Daniel Markowicz     | «Burza»                     | [ 11 ]       |

### Televisión
| Año       | Título               | Papel                 | Nota          |
| --------- | -------------------- | --------------------- | ------------- |
| 2011      | Pierwsza miłość      | Clienta de pub        | 1 episodio    |
| 2012      | Julia                | Reportera             | 2 episodios   |
| 2013      | Hotel 52             | Karolina Malicka      | 1 episodio    |
| 2014      | Sama słodycz         | Chica de curso        | 1 episodio    |
| 2015      | Aż po sufit!         | Chica                 | 1 episodio    |
| 2016      | Druga szansa         | Actriz Laura          | 7 episodios   |
| 2017      | Belle Epoque         | Hermana Marta         | 1 episodio    |
| 2017-2019 | Diagnoza             | Dagmara Mazurek       | 38 episodios  |
| 2017-2021 | O mnie się nie martw | Sylwia Małecka        | 102 episodios |
| 2020      | Królestwo kobiet     | Weronika Klin         | 8 episodios   |
| 2021-2024 | Skazana              | Patrycja «Pati» Cichy | 27 episodios  |
| 2022      | Gry rodzinne         | Agnieszka             | 8 episodios   |
| 2022-2023 | Krucjata             | Paulina Klejna        | 9 episodios   |
| 2023      | Langer               | Nina Pokora (voz)     | 6 episodios   |
| 2023      | Pati                 | Patrycja «Pati» Cichy | 6 episodios   |
| 2024      | Idz przodem, bracie  | Marta Gwiazda-Zajfert | 6 episodios   |

### Podcast
| Año  | Título    | Plataforma | Nota         |
| ---- | --------- | ---------- | ------------ |
| 2024 | Paderborn | Audioteka  | 6 episodios; |

## Banda sonora
| Año  | Título       | Interpretación           | Nota     |
| ---- | ------------ | ------------------------ | -------- |
| 2016 | Wszystko gra | «Tych lat nie odda nikt» | Película |

## Premios y nominaciones
| Año  | Premio                                                       | Categoría    | Nominada por | Resultado |
| ---- | ------------------------------------------------------------ | ------------ | ------------ | --------- |
| 2016 | La Cabina Valencia International Medium-Length Film Festival | Mejor actriz | Ameryka      | Ganadora  |